# Nơi ở cũ của Tăng Quốc Phiên

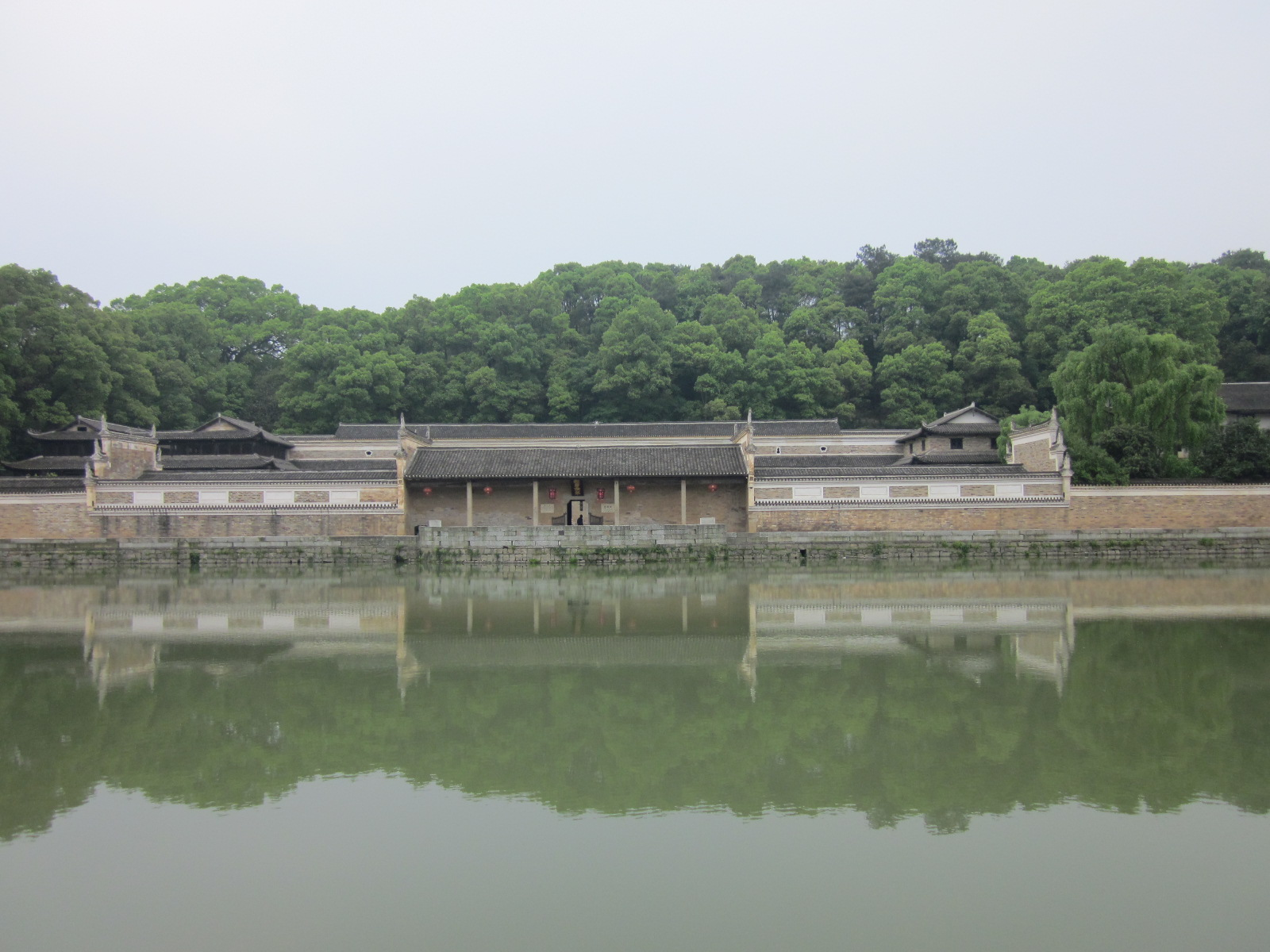
Nơi ở cũ của Tăng Quốc Phiên.

Nơi ở cũ của Tăng Quốc Phiên (giản thể: 曾国藩故居; phồn thể: 曾國藩故居; bính âm: Zēng Guófān Gùjū) là khu tưởng niệm được xây dựng năm 1865 nằm tại thị trấn Hà Diệp, huyện Song Phong, Lâu Để, tỉnh Hồ Nam, Trung Quốc. Khu tưởng niệm này bao gồm một hồ nước bán nguyệt gọi là Bán Nguyệt đường (半月塘, ao hình bán nguyệt), cổng Môn lâu (门楼), khu nhà ở chính (进主楼), sảnh Quy Khuyết (归缺), sảnh Nghệ Phương quán (艺芳馆) và Tư Vân quán (思云馆). Trong đó, Tư Vân quán được xây dựng bởi bản thân Tăng Quốc Phiên vào năm 1857.
Khu vực có tổng diện tích 40.000 mét vuông, trong đó diện tích xây dựng lên tới 10.000 mét vuông với cảnh quan chủ yếu của một biệt thự nông thôn được bảo tồn hoàn chỉnh nhất tại Trung Quốc. Các tòa nhà được phân bố đối xứng theo một trục là tòa nhà trung tâm khiến cho nó có quy mô tổng thể lớn và trang trọng.